# Махова сажень
Махова сажень — староруська одиниця вимірювання, що дорівнює відстані в розмах обох рук, по кінці середніх пальців.
1 махова сажень = 2,5 аршини = 10 п'ядей = 1,778 м. Енциклопедичний словник Брокгауза і Ефрона вказує, що маховий сажень відповідають німецький фаден, англійська фатом і французький брас (фр. Brasse).
Відома також Оргійя – грецька махова сажень.